# Torneig de les Cinc Nacions 1995
El Torneig de les Sis Nacions 1995 va ser el 66a edició en el format de cinc nacions i el 101a tenint en compte les edicions del Home Nations Championship. Fou també l'últim cinc nacions celebrat sota l'etapa del rugbi amateur, ja que la junta de la International Rugby Football Board, com a òrgan rector de rugbi, va obrir l'esport al professionalisme el 26 d'agost d'aquell any. Deu partits es van jugar durant cinc caps de setmana entre el 21 de gener i el 18 de març. El torneig va tenir un curs sorprenentment similar al de cinc anys abans, quan Anglaterra i Escòcia van guanyar els seus tres primers partits i es van trobar en la darrera jornada amb un rècord invicte, un Grand Slam, la Triple Corona i la Copa Calcuta en joc. Aquesta vegada, però, fou Anglaterra, que es va imposar en el partit decisiu. Curiosament, la resta de la classificació va ser la mateixa que l'any 1990, amb França tercera, Irlanda quarta i Gal·les darrera.

## Participants
| Nació      | Estadi           | Ciutat   | Entrenador       |
| ---------- | ---------------- | -------- | ---------------- |
| Anglaterra | Twickenham       | Londres  | Jack Rowell      |
| França     | Parc des Princes | París    | Pierre Berbizier |
| Irlanda    | Lansdowne Road   | Dublín   | Gerry Murphy     |
| Escòcia    | Murrayfield      | Edimburg | Jim Telfer       |
| Gal·les    | National Stadium | Cardiff  | Alan Davies      |

## Classificació
| Posició | Nació      | Partits | Partits | Partits | Partits | Punts | Punts   | Punts      | Taula de punts |
| Posició | Nació      | Played  | Won     | Drawn   | Lost    | For   | Against | Difference | Taula de punts |
| ------- | ---------- | ------- | ------- | ------- | ------- | ----- | ------- | ---------- | -------------- |
| 1       | Anglaterra | 4       | 4       | 0       | 0       | 98    | 39      | +59        | 8              |
| 2       | Escòcia    | 4       | 3       | 0       | 1       | 87    | 71      | +16        | 6              |
| 3       | França     | 4       | 2       | 0       | 2       | 77    | 70      | +7         | 4              |
| 4       | Irlanda    | 4       | 1       | 0       | 3       | 44    | 83      | −39        | 2              |
| 5       | Gal·les    | 4       | 0       | 0       | 4       | 43    | 86      | −43        | 0              |

## Resultats
| França                                                                             | 21–9 (15-6) | Gal·les                   | 21 de gener de 1995 - Parc des Princes, París Assistència: 45.400 espectadors Àrbitre: J. J. M. Pearson (Anglaterra) |
| Assaigs: É Ntamack 21' Saint-André 30' Con: Lacroix 30' Pen: Lacroix 40', 54', 63' | [Report]    | Pen: Jenkins 3', 25', 56' | 21 de gener de 1995 - Parc des Princes, París Assistència: 45.400 espectadors Àrbitre: J. J. M. Pearson (Anglaterra) |

| Irlanda                   | 8–20 (3-5) | Anglaterra                                                   | 21 de gener de 1995 - Lansdowne Road, Dublín Àrbitre: Derek Bevan (Gal·les) |
| Assaigs: Foley Pen: Burke | [Report]   | Assaigs: Carling Clarke T. Underwood Con: Andrew Pen: Andrew | 21 de gener de 1995 - Lansdowne Road, Dublín Àrbitre: Derek Bevan (Gal·les) |

| Anglaterra                                                                                     | 31–10 (13-3) | França                                           | 4 de febrer de 1995 - Twickenham, Londres Assistència: 59.450 espectadors Àrbitre: Ken McCartney (Escòcia) |
| Assaigs: Guscott 33' T. Underwood 74', 80' Con: Andrew 33', 80' Pen: Andrew 20', 26', 53', 58' | [Report]     | Assaigs: Viars 50' Con: Lacroix Pen: Lacroix 18' | 4 de febrer de 1995 - Twickenham, Londres Assistència: 59.450 espectadors Àrbitre: Ken McCartney (Escòcia) |

| Escòcia                                                          | 26–13    | Irlanda                         | 4 de febrer de 1995 - Murrayfield, Edimburg Àrbitre: Derek Bevan (Gal·les) |
| Assaigs: Cronin Joiner Con: G. Hastings (2) Pen: G. Hastings (4) | [Report] | Assaigs: Bell Mullin Pen: Burke | 4 de febrer de 1995 - Murrayfield, Edimburg Àrbitre: Derek Bevan (Gal·les) |

| França                                                        | 21–23 (5-13) | Escòcia                                                                 | 18 de febrer de 1995 - Parc des Princes, París Assistència: 45.333 espectadors Àrbitre: D. T. M. McHugh (Irlanda) |
| Assaigs: Sadourny Saint-André (2) Pen: Lacroix Drops: Deylaud | [Report]     | Assaigs: G. Hastings Townsend Con: G. Hastings (2) Pen: G. Hastings (3) | 18 de febrer de 1995 - Parc des Princes, París Assistència: 45.333 espectadors Àrbitre: D. T. M. McHugh (Irlanda) |

| Gal·les          | 9–23     | Anglaterra                                                  | 18 de febrer de 1995 - National Stadium, Cardiff Àrbitre: D. Mené (França) |
| Pen: Jenkins (3) | [Report] | Assaigs: Ubogu R. Underwood (2) Con: Andrew Pen: Andrew (2) | 18 de febrer de 1995 - National Stadium, Cardiff Àrbitre: D. Mené (França) |

| Irlanda                        | 7–25 (0-3) | França                                                                              | 4 de març de 1995 - Lansdowne Road, Dublín Assistència: 62.800 espectadors Àrbitre: C. Thomas (Gal·les) |
| Assaigs: Geoghegan Pen: Elwood | [Report]   | Assaigs: Cécillon Y. Delaigue É Ntamack Saint-André Con: É. Ntamack Pen: É. Ntamack | 4 de març de 1995 - Lansdowne Road, Dublín Assistència: 62.800 espectadors Àrbitre: C. Thomas (Gal·les) |

| Escòcia                                                          | 26–13    | Gal·les                                      | 4 de març de 1995 - Murrayfield, Edimburg Àrbitre: S. J. Lander (Anglaterra) |
| Assaigs: Hilton Peters Con: S. Hastings (2) Pen: S. Hastings (4) | [Report] | Assaigs: Jones Con: Jenkins Pen: Jenkins (2) | 4 de març de 1995 - Murrayfield, Edimburg Àrbitre: S. J. Lander (Anglaterra) |

| Anglaterra                    | 24–12 | Escòcia                                  | 18 de març de 1995 - Twickenham, Londres Àrbitre: B. W. Stirling (Irlanda) |
| Pen: Andrew (7) Drops: Andrew |       | Pen: S. Hastings (2) Drops: Chalmers (2) | 18 de març de 1995 - Twickenham, Londres Àrbitre: B. W. Stirling (Irlanda) |

| Gal·les          | 12–16 | Irlanda                                                | 18 de març de 1995 - National Stadium, Cardiff Àrbitre: R. J. Megson (Escòcia) |
| Pen: Jenkins (4) |       | Assaigs: Mullin Con: Burke Pen: Burke (2) Drops: Burke | 18 de març de 1995 - National Stadium, Cardiff Àrbitre: R. J. Megson (Escòcia) |